# 2022–2023-as UEFA Európa Konferencia Liga (csoportkör)
A 2022–2023-as UEFA Európa Konferencia Liga csoportkörének mérkőzéseit 2022. szeptember 8. és november 3. között játszották. A csoportkörben 32 csapat vett részt.

## Sorsolás
A csoportkör sorsolását 2022. augusztus 26-án közép európai idő szerint 13:30-tól (helyi idő szerint 14:30-tól) tartották Isztambulban.
A csapatokat 4 kalapba sorolták be, az UEFA-együtthatójuk sorrendjében. A 32 csapatot 8 darab négycsapatos csoportba sorsolták. Azonos tagországba tartozó, valamint a szerb és koszovói csapatok nem voltak sorsolhatók azonos csoportba. Az azonos tagországba tartozó csapatokból párokat alakítottak ki, amelyeket négy csoportra (A–D, E–H), valamint az Európa-liga (EL) szempontjából is szétosztottak. A párokat az UEFA határozta meg.
- A Slavia Praha és Slovácko
- B Gent és Anderlecht
- C Partizan és Crvena zvezda (EL)
- D Dnipro-1 és Dinamo Kijiv (EL)
- E İstanbul Başakşehir és Sivasspor
- F CFR Cluj és FCSB
- H Basel és Zürich (EL)
- I Djurgårdens IF és Malmö FF (EL)
- J Silkeborg és Midtjylland (EL)
- M Molde és Bodø/Glimt (EL)
- N Nice és Nantes (EL)
- P Austria Wien és Sturm Graz (EL)

Fordulónként azonos játéknapon játszották az összes mérkőzést. A játéknapok: szeptember 8., szeptember 15., október 6., október 13., október 27., november 3. A mérkőzések közép-európai idő szerint 16:30-kor, 18:45-kor és 21:00-kor kezdődtek. A végleges menetrendet a sorsolás után, számítógéppel állították össze.

## Csapatok
Az alábbi csapatok vettek részt a csoportkörben:
- 10 vesztes az Európa-liga rájátszásából
- 5 győztes a rájátszás bajnoki ágáról
- 17 győztes a rájátszás főágáról

| Csapat              | Együttható |
| ------------------- | ---------- |
| Villarreal          | 78,000     |
| Basel               | 55,000     |
| Slavia Praha        | 52,000     |
| AZ                  | 28,500     |
| Gent                | 27,500     |
| İstanbul Başakşehir | 25,000     |
| Partizan            | 24,500     |
| West Ham United     | 21,328     |

| Csapat            | Együttható |
| ----------------- | ---------- |
| CFR Cluj          | 19,500     |
| Molde             | 19,000     |
| FCSB              | 17,500     |
| Fiorentina        | 15,380     |
| 1. FC Köln        | 15,042     |
| Apóllon Lemeszú   | 14,000     |
| Hapóél Beér-Seva  | 14,000     |
| Slovan Bratislava | 13,000     |

| Csapat          | Együttható |
| --------------- | ---------- |
| Nice            | 12,016     |
| Anderlecht      | 11,500     |
| Žalgiris        | 8,000      |
| Austria Wien    | 7,770      |
| Hearts          | 7,380      |
| Shamrock Rovers | 7,000      |
| Sivasspor       | 6,500      |
| Vaduz           | 6,500      |

| Csapat         | Együttható |
| -------------- | ---------- |
| Dnipro-1       | 6,360      |
| Lech Poznań    | 6,000      |
| Slovácko       | 5,560      |
| Silkeborg      | 5,435      |
| Djurgårdens IF | 4,575      |
| Pjunik         | 4,250      |
| RFS            | 4,000      |
| Ballkani       | 1,633      |

## Csoportok
A csoportokban a csapatok körmérkőzéses, oda-visszavágós rendszerben mérkőztek meg egymással. Az első helyezettek a nyolcaddöntőbe, a második helyezettek a nyolcaddöntő rájátszásába kerültek. A menetrendet 2022. augusztus 27-én tették közzé.

### Sorrend meghatározása
Az UEFA versenyszabályzata alapján, ha két vagy több csapat a csoportmérkőzések után azonos pontszámmal állt, az alábbiak alapján kellett meghatározni a sorrendet:
1. az azonosan álló csapatok mérkőzésein szerzett több pont
2. az azonosan álló csapatok mérkőzésein elért jobb gólkülönbség
3. az azonosan álló csapatok mérkőzésein szerzett több gól
4. ha kettőnél több csapat áll azonos pontszámmal, akkor az egymás elleni eredményeket mindaddig újra kell alkalmazni, amíg nem dönthető el a sorrend
5. az összes mérkőzésen elért jobb gólkülönbség
6. az összes mérkőzésen szerzett több gól
7. az összes mérkőzésen szerzett több idegenben szerzett gól
8. az összes mérkőzésen szerzett több győzelem
9. az összes mérkőzésen szerzett több idegenben szerzett győzelem
10. fair play pontszám (piros lap = 3 pont, kiállítás két sárga lap után = 3 pont, sárga lap = 1 pont);
11. jobb UEFA-együttható

Minden időpont közép-európai idő/közép-európai nyári idő szerint van feltüntetve.

### A csoport
| Hely. | Csapat              | M | Gy | D | V | G+ | G– | Gk  | P  | Továbbjutás                              |     | IBS | FIO | HEA | RFS |
| ----- | ------------------- | - | -- | - | - | -- | -- | --- | -- | ---------------------------------------- | --- | --- | --- | --- | --- |
| 1.    | İstanbul Başakşehir | 6 | 4  | 1 | 1 | 14 | 3  | +11 | 13 | Továbbjutott a nyolcaddöntőbe            |     | —   | 3–0 | 3–1 | 3–0 |
| 2.    | Fiorentina          | 6 | 4  | 1 | 1 | 14 | 6  | +8  | 13 | Továbbjutott a nyolcaddöntő rájátszásába |     | 2–1 | —   | 5–1 | 1–1 |
| 3.    | Hearts              | 6 | 2  | 0 | 4 | 6  | 16 | −10 | 6  |                                          |     | 0–4 | 0–3 | —   | 2–1 |
| 4.    | RFS                 | 6 | 0  | 2 | 4 | 2  | 11 | −9  | 2  |                                          | 0–0 | 0–3 | 0–2 | —   |     |

1. 1 2  Egymás elleni gólkülönbség: İstanbul Başakşehir +2, Fiorentina –2

| 2022. szeptember 8. 18:45 |

| Fiorentina | 1–1               | RFS      |
| ---------- | ----------------- | -------- |
| Barák 56'  | (0–0) Jegyzőkönyv | Ilić 74' |

| Artemio Franchi Stadion, Firenze Játékvezető: Pavel Orel (cseh) |

| 2022. szeptember 8. 18:45 (17:45 BST) |

| Hearts | 0–4               | İstanbul Başakşehir                                          |
| ------ | ----------------- | ------------------------------------------------------------ |
|        | (0–1) Jegyzőkönyv | Kaldırım 26' Ndayishimiye 67' Kingsley 75' (öngól) Özcan 82' |

| Tynecastle Park, Edinburgh Játékvezető: Krzysztof Jakubik (lengyel) |

| 2022. szeptember 15. 21:00 (22:00 EEST) |

| RFS | 0–2               | Hearts                                 |
| --- | ----------------- | -------------------------------------- |
|     | (0–1) Jegyzőkönyv | Shankland 43' (11-esből) Forrest 90+3' |

| Skonto Stadion, Riga Játékvezető: Alekszandar Sztavrev (macedón) |

| 2022. szeptember 15. 21:00 (22:00 TRT) |

| İstanbul Başakşehir       | 3–0               | Fiorentina |
| ------------------------- | ----------------- | ---------- |
| Gürler 57' 71' Traoré 90' | (0–0) Jegyzőkönyv |            |

| Başakşehir Fatih Terim Stadion, Isztambul Játékvezető: Guillermo Cuadra Fernández (spanyol) |

| 2022. október 6. 21:00 (20:00 BST) |

| Hearts | 0–3               | Fiorentina                         |
| ------ | ----------------- | ---------------------------------- |
|        | (0–2) Jegyzőkönyv | Mandragora 4' Kouamé 43' Jović 79' |

| Tynecastle Park, Edinburgh Játékvezető: Erik Lambrechts (belga) |

| 2022. október 6. 21:00 (22:00 EEST) |

| RFS | 0–0         | İstanbul Başakşehir |
| --- | ----------- | ------------------- |
|     | Jegyzőkönyv |                     |

| Skonto Stadion, Riga Játékvezető: Radu Petrescu (román) |

| 2022. október 13. 18:45 (19:45 TRT) |

| İstanbul Başakşehir     | 3–0               | RFS |
| ----------------------- | ----------------- | --- |
| Türüç 11' Okaka 45' 72' | (2–0) Jegyzőkönyv |     |

| Başakşehir Fatih Terim Stadion, Isztambul Játékvezető: Philip Farrugia (máltai) |

| 2022. október 13. 18:45 |

| Fiorentina                                                 | 5–1               | Hearts       |
| ---------------------------------------------------------- | ----------------- | ------------ |
| Jović 6' Biraghi 22' González 32' 79' (11-esből) Barák 38' | (4–0) Jegyzőkönyv | Humphrys 47' |

| Artemio Franchi Stadion, Firenze Játékvezető: Ivan Bebek (horvát) |

| 2022. október 27. 18:45 |

| Fiorentina    | 2–1               | İstanbul Başakşehir |
| ------------- | ----------------- | ------------------- |
| Jović 26' 61' | (1–1) Jegyzőkönyv | Aleksić 14'         |

| Artemio Franchi Stadion, Firenze Játékvezető: Allard Lindhout (holland) |

| 2022. október 27. 21:00 (20:00 BST) |

| Hearts                    | 2–1               | RFS                |
| ------------------------- | ----------------- | ------------------ |
| Shankland 3' Halliday 12' | (2–1) Jegyzőkönyv | Friesenbichler 39' |

| Tynecastle Park, Edinburgh Játékvezető: Bram Van Driessche (belga) |

| 2022. november 3. 16:30 (17:30 EET) |

| RFS | 0–3               | Fiorentina                         |
| --- | ----------------- | ---------------------------------- |
|     | (0–3) Jegyzőkönyv | Barák 7' Cabral 44' Saponara 45+2' |

| Skonto Stadion, Riga Játékvezető: Mads-Kristoffer Kristoffersen (dán) |

| 2022. november 3. 16:30 (18:30 TRT) |

| İstanbul Başakşehir                  | 3–1               | Hearts       |
| ------------------------------------ | ----------------- | ------------ |
| Ndayishimiye 4' Gürler 33' Özcan 64' | (2–0) Jegyzőkönyv | Atkinson 90' |

| Başakşehir Fatih Terim Stadion, Isztambul Játékvezető: Goga Kikacheishvili (grúz) |

### B csoport
| Hely. | Csapat          | M | Gy | D | V | G+ | G– | Gk  | P  | Továbbjutás                              |     | WHU | AND | SIL | FCSB |
| ----- | --------------- | - | -- | - | - | -- | -- | --- | -- | ---------------------------------------- | --- | --- | --- | --- | ---- |
| 1.    | West Ham United | 6 | 6  | 0 | 0 | 13 | 4  | +9  | 18 | Továbbjutott a nyolcaddöntőbe            |     | —   | 2–1 | 1–0 | 3–1  |
| 2.    | Anderlecht      | 6 | 2  | 2 | 2 | 6  | 5  | +1  | 8  | Továbbjutott a nyolcaddöntő rájátszásába |     | 0–1 | —   | 1–0 | 2–2  |
| 3.    | Silkeborg       | 6 | 2  | 0 | 4 | 12 | 7  | +5  | 6  |                                          |     | 2–3 | 0–2 | —   | 5–0  |
| 4.    | FCSB            | 6 | 0  | 2 | 4 | 3  | 18 | −15 | 2  |                                          | 0–3 | 0–0 | 0–5 | —   |      |

| 2022. szeptember 8. 18:45 |

| Anderlecht           | 1–0               | Silkeborg |
| -------------------- | ----------------- | --------- |
| Silva 81' (11-esből) | (0–0) Jegyzőkönyv |           |

| Constant Vanden Stock Stadion, Brüsszel Játékvezető: Vad István (magyar) |

| 2022. szeptember 8. 21:00 (20:00 BST) |

| West Ham United                              | 3–1               | FCSB       |
| -------------------------------------------- | ----------------- | ---------- |
| Bowen 69' (11-esből) Emerson 74' Antonio 90' | (0–1) Jegyzőkönyv | Cordea 34' |

| London Stadion, London Játékvezető: Benoît Bastien (francia) |

| 2022. szeptember 15. 21:00 (22:00 EEST) |

| FCSB | 0–0         | Anderlecht |
| ---- | ----------- | ---------- |
|      | Jegyzőkönyv |            |

| Nemzeti Stadion, Bukarest Játékvezető: Sebastian Gishamer (osztrák) |

| 2022. szeptember 15. 21:00 |

| Silkeborg             | 2–3               | West Ham United                                |
| --------------------- | ----------------- | ---------------------------------------------- |
| Kusk 5' Tengstedt 75' | (1–3) Jegyzőkönyv | Lanzini 13' (11-esből) Scamacca 25' Dawson 38' |

| Silkeborg Stadion, Silkeborg Játékvezető: Fábio Veríssimo (portugál) |

| 2022. október 6. 18:45 |

| Anderlecht | 0–1               | West Ham United |
| ---------- | ----------------- | --------------- |
|            | (0–0) Jegyzőkönyv | Scamacca 79'    |

| Constant Vanden Stock Stadion, Brüsszel Játékvezető: Novak Simović (szerb) |

| 2022. október 6. 18:45 |

| Silkeborg                                                           | 5–0               | FCSB |
| ------------------------------------------------------------------- | ----------------- | ---- |
| Klynge 3' Kusk 7' Helenius 35' (11-esből) Þórðarson 58' Adamsen 71' | (3–0) Jegyzőkönyv |      |

| Silkeborg Stadion, Silkeborg Játékvezető: Mikola Balakin (ukrán) |

| 2022. október 13. 21:00 (22:00 EEST) |

| FCSB | 0–5               | Silkeborg                                           |
| ---- | ----------------- | --------------------------------------------------- |
|      | (0–2) Jegyzőkönyv | Kusk 12' Klynge 16' Tengstedt 63' Jørgensen 68' 70' |

| Nemzeti Stadion, Bukarest Játékvezető: Nick Walsh (skót) |

| 2022. október 13. 21:00 (20:00 BST) |

| West Ham United        | 2–1               | Anderlecht              |
| ---------------------- | ----------------- | ----------------------- |
| Benráhma 14' Bowen 30' | (2–0) Jegyzőkönyv | Esposito 89' (11-esből) |

| London Stadion, London Játékvezető: Willy Delajod (francia) |

| 2022. október 27. 18:45 |

| Anderlecht                     | 2–2               | FCSB                  |
| ------------------------------ | ----------------- | --------------------- |
| Verschaeren 38' Vertonghen 75' | (1–0) Jegyzőkönyv | Compagno 60' Dawa 82' |

| Constant Vanden Stock Stadion, Brüsszel Játékvezető: Manfredas Lukjančukas (litván) |

| 2022. október 27. 21:00 (20:00 BST) |

| West Ham United        | 1–0               | Silkeborg |
| ---------------------- | ----------------- | --------- |
| Lanzini 24' (11-esből) | (1–0) Jegyzőkönyv |           |

| London Stadion, London Játékvezető: Joni Hyytiä (finn) |

| 2022. november 3. 21:00 (22:00 EET) |

| FCSB | 0–3               | West Ham United                  |
| ---- | ----------------- | -------------------------------- |
|      | (0–1) Jegyzőkönyv | Fornals 40' 65' Dawa 56' (öngól) |

| Nemzeti Stadion, Bukarest Játékvezető: Sascha Stegemann (német) |

| 2022. november 3. 21:00 |

| Silkeborg | 0–2               | Anderlecht               |
| --------- | ----------------- | ------------------------ |
|           | (0–1) Jegyzőkönyv | Refaelov 20' Raman 90+4' |

| Silkeborg Stadion, Silkeborg Játékvezető: Daniele Chiffi (olasz) |

### C csoport
| Hely. | Csapat           | M | Gy | D | V | G+ | G– | Gk  | P  | Továbbjutás                              |     | VIL | LCH | HBS | AUS |
| ----- | ---------------- | - | -- | - | - | -- | -- | --- | -- | ---------------------------------------- | --- | --- | --- | --- | --- |
| 1.    | Villarreal       | 6 | 4  | 1 | 1 | 14 | 9  | +5  | 13 | Továbbjutott a nyolcaddöntőbe            |     | —   | 4–3 | 2–2 | 5–0 |
| 2.    | Lech Poznań      | 6 | 2  | 3 | 1 | 12 | 7  | +5  | 9  | Továbbjutott a nyolcaddöntő rájátszásába |     | 3–0 | —   | 0–0 | 4–1 |
| 3.    | Hapóél Beér-Seva | 6 | 1  | 4 | 1 | 8  | 5  | +3  | 7  |                                          |     | 1–2 | 1–1 | —   | 4–0 |
| 4.    | Austria Wien     | 6 | 0  | 2 | 4 | 2  | 15 | −13 | 2  |                                          | 0–1 | 1–1 | 0–0 | —   |     |

| 2022. szeptember 8. 18:45 |

| Villarreal                               | 4–3               | Lech Poznań                        |
| ---------------------------------------- | ----------------- | ---------------------------------- |
| Chukwueze 32' Baena 36' 40' Coquelin 89' | (3–1) Jegyzőkönyv | Skóraś 2' Ishak 47' (11-esből) 62' |

| Ciutat de València, Valencia Játékvezető: Ali Palabıyık (török) |

| 2022. szeptember 8. 18:45 |

| Austria Wien | 0–0         | Hapóél Beér-Seva |
| ------------ | ----------- | ---------------- |
|              | Jegyzőkönyv |                  |

| Franz Horr Stadion, Bécs Játékvezető: Horațiu Feșnic (román) |

| 2022. szeptember 15. 21:00 (22:00 IDT) |

| Hapóél Beér-Seva | 1–2               | Villarreal                       |
| ---------------- | ----------------- | -------------------------------- |
| Hatuel 63'       | (0–1) Jegyzőkönyv | Morales 28' (11-esből) Baena 67' |

| Turner Stadion, Beér-Seva Játékvezető: William Collum (skót) |

| 2022. szeptember 15. 21:00 |

| Lech Poznań                        | 4–1               | Austria Wien  |
| ---------------------------------- | ----------------- | ------------- |
| Ishak 27' Skóraś 64' Velde 76' 90' | (1–1) Jegyzőkönyv | Braunöder 29' |

| Stadion Poznań, Poznań Játékvezető: Peter Kjærsgaard (dán) |

| 2022. október 6. 18:45 |

| Lech Poznań | 0–0         | Hapóél Beér-Seva |
| ----------- | ----------- | ---------------- |
|             | Jegyzőkönyv |                  |

| Stadion Poznań, Poznań Játékvezető: Bognár Tamás (magyar) |

| 2022. október 6. 21:00 |

| Villarreal                                | 5–0               | Austria Wien |
| ----------------------------------------- | ----------------- | ------------ |
| Baena 18' Danjuma 43' Morales 76' 80' 88' | (2–0) Jegyzőkönyv |              |

| Ciutat de València, Valencia Játékvezető: Jochem Kamphuis (holland) |

| 2022. október 13. 18:45 |

| Austria Wien | 0–1               | Villarreal  |
| ------------ | ----------------- | ----------- |
|              | (0–0) Jegyzőkönyv | Jackson 87' |

| Franz Horr Stadion, Bécs Játékvezető: Georgi Kabakov (bolgár) |

| 2022. október 13. 21:00 (22:00 IDT) |

| Hapóél Beér-Seva    | 1–1               | Lech Poznań  |
| ------------------- | ----------------- | ------------ |
| Hemed 9' (11-esből) | (1–1) Jegyzőkönyv | Szymczak 44' |

| Turner Stadion, Beér-Seva Játékvezető: Ruddy Buquet (francia) |

| 2022. október 27. 18:45 |

| Villarreal                | 2–2               | Hapóél Beér-Seva                  |
| ------------------------- | ----------------- | --------------------------------- |
| Chukwueze 57' Danjuma 70' | (0–0) Jegyzőkönyv | Hemed 48' (11-esből) Yehezkel 79' |

| Ciutat de València, Valencia Játékvezető: Juxhin Xhaja (albán) |

| 2022. október 27. 18:45 |

| Austria Wien | 1–1               | Lech Poznań |
| ------------ | ----------------- | ----------- |
| Keles 69'    | (0–0) Jegyzőkönyv | Ishak 48'   |

| Franz Horr Stadion, Bécs Játékvezető: Darren England (angol) |

| 2022. november 3. 21:00 |

| Lech Poznań              | 3–0               | Villarreal |
| ------------------------ | ----------------- | ---------- |
| Velde 27' Skóraś 51' 77' | (1–0) Jegyzőkönyv |            |

| Stadion Poznań, Poznań Játékvezető: Nathan Verboomen (belga) |

| 2022. november 3. 21:00 (22:00 IST) |

| Hapóél Beér-Seva                                       | 4–0               | Austria Wien |
| ------------------------------------------------------ | ----------------- | ------------ |
| Jehezkel 29' Safour 33' Shechter 63' Handl 73' (öngól) | (2–0) Jegyzőkönyv |              |

| Turner Stadion, Beér-Seva Játékvezető: Elchin Masiyev (azeri) |

### D csoport
| Hely. | Csapat     | M | Gy | D | V | G+ | G– | Gk | P | Továbbjutás                              |     | NCE | PAR | KLN | SVK |
| ----- | ---------- | - | -- | - | - | -- | -- | -- | - | ---------------------------------------- | --- | --- | --- | --- | --- |
| 1.    | Nice       | 6 | 2  | 3 | 1 | 8  | 7  | +1 | 9 | Továbbjutott a nyolcaddöntőbe            |     | —   | 2–1 | 1–1 | 1–2 |
| 2.    | Partizan   | 6 | 2  | 3 | 1 | 9  | 7  | +2 | 9 | Továbbjutott a nyolcaddöntő rájátszásába |     | 1–1 | —   | 2–0 | 1–1 |
| 3.    | 1. FC Köln | 6 | 2  | 2 | 2 | 8  | 8  | 0  | 8 |                                          |     | 2–2 | 0–1 | —   | 4–2 |
| 4.    | Slovácko   | 6 | 1  | 2 | 3 | 8  | 11 | −3 | 5 |                                          | 0–1 | 3–3 | 0–1 | —   |     |

1. 1 2  Egymás elleni pontok: Nice 4, Partizan 1

| 2022. szeptember 8. 18:45 |

| Slovácko                   | 3–3               | Partizan                  |
| -------------------------- | ----------------- | ------------------------- |
| Kalabiška 5' 19' Kozák 83' | (2–0) Jegyzőkönyv | Diabaté 47' 53' Gomes 62' |

| Městský fotbalový stadion Miroslava Valenty, Uherské Hradiště Játékvezető: Robert Harvey (ír) |

| 2022. szeptember 8. 18:45 |

| Nice                  | 1–1               | 1. FC Köln |
| --------------------- | ----------------- | ---------- |
| Delort 62' (11-esből) | (0–1) Jegyzőkönyv | Tigges 19' |

| Allianz Riviera, Nizza Játékvezető: Luís Godinho (portugál) |

| 2022. szeptember 15. 21:00 |

| Partizan    | 1–1               | Nice     |
| ----------- | ----------------- | -------- |
| Diabaté 60' | (0–1) Jegyzőkönyv | Bryan 2' |

| Partizan Stadion, Belgrád Játékvezető: Andrew Madley (angol) |

| 2022. szeptember 15. 21:00 |

| 1. FC Köln                                        | 4–2               | Slovácko                   |
| ------------------------------------------------- | ----------------- | -------------------------- |
| Adamyan 10' Dietz 42' Ljubičić 65' (11-esből) 74' | (2–0) Jegyzőkönyv | Kalabiška 49' Petržela 52' |

| RheinEnergieStadion, Köln Játékvezető: Yevhen Aranovskyi (ukrán) |

| 2022. október 6. 18:45 |

| Slovácko | 0–1               | Nice     |
| -------- | ----------------- | -------- |
|          | (0–0) Jegyzőkönyv | Pépé 54' |

| Městský fotbalový stadion Miroslava Valenty, Uherské Hradiště Játékvezető: Julian Weinberger (osztrák) |

| 2022. október 6. 21:00 |

| 1. FC Köln | 0–1               | Partizan    |
| ---------- | ----------------- | ----------- |
|            | (0–1) Jegyzőkönyv | Marković 9' |

| RheinEnergieStadion, Köln Játékvezető: Ricardo de Burgos Bengoetxea (spanyol) |

| 2022. október 13. 18:45 |

| Partizan              | 2–0               | 1. FC Köln |
| --------------------- | ----------------- | ---------- |
| Diabaté 15' Gomes 52' | (1–0) Jegyzőkönyv |            |

| Partizan Stadion, Belgrád Játékvezető: Roi Reinshreiber (izraeli) |

| 2022. október 13. 21:00 |

| Nice     | 1–2               | Slovácko               |
| -------- | ----------------- | ---------------------- |
| Diop 14' | (1–0) Jegyzőkönyv | Tomič 75' Reinberk 87' |

| Allianz Riviera, Nizza Játékvezető: Iwan Griffith (walesi) |

| 2022. október 27. 18:45 |

| Slovácko | 0–1               | 1. FC Köln          |
| -------- | ----------------- | ------------------- |
|          | (0–0) Jegyzőkönyv | Duda 82' (11-esből) |

| Městský fotbalový stadion Miroslava Valenty, Uherské Hradiště Játékvezető: Giorgi Kruashvili (grúz) |

| 2022. október 27. 18:45 |

| Nice                | 2–1               | Partizan  |
| ------------------- | ----------------- | --------- |
| Pépé 29' Lemina 77' | (1–0) Jegyzőkönyv | Gomes 74' |

| Allianz Riviera, Nizza Játékvezető: Vad István (magyar) |

| 2022. november 3. 21:00 |

| Partizan              | 1–1               | Slovácko    |
| --------------------- | ----------------- | ----------- |
| Natcho 41' (11-esből) | (1–0) Jegyzőkönyv | Mihálik 73' |

| Partizan Stadion, Belgrád Játékvezető: Paweł Raczkowski (lengyel) |

| 2022. november 3. 21:00 |

| 1. FC Köln               | 2–2               | Nice                    |
| ------------------------ | ----------------- | ----------------------- |
| Huseinbašić 48' Duda 60' | (0–2) Jegyzőkönyv | Laborde 40' Brahimi 43' |

| RheinEnergieStadion, Köln Játékvezető: César Soto Grado (spanyol) |

### E csoport
| Hely. | Csapat          | M | Gy | D | V | G+ | G– | Gk | P  | Továbbjutás                              |     | AZ  | DNI | APL | VAD |
| ----- | --------------- | - | -- | - | - | -- | -- | -- | -- | ---------------------------------------- | --- | --- | --- | --- | --- |
| 1.    | AZ Alkmaar      | 6 | 5  | 0 | 1 | 12 | 6  | +6 | 15 | Továbbjutott a nyolcaddöntőbe            |     | —   | 2–1 | 3–2 | 4–1 |
| 2.    | Dnipro-1        | 6 | 3  | 1 | 2 | 9  | 7  | +2 | 10 | Továbbjutott a nyolcaddöntő rájátszásába |     | 0–1 | —   | 1–0 | 2–2 |
| 3.    | Apóllon Lemeszú | 6 | 2  | 1 | 3 | 5  | 7  | −2 | 7  |                                          |     | 1–0 | 1–3 | —   | 1–0 |
| 4.    | Vaduz           | 6 | 0  | 2 | 4 | 5  | 11 | −6 | 2  |                                          | 1–2 | 1–2 | 0–0 | —   |     |

| 2022. szeptember 8. 21:00 |

| Dnipro-1 | 0–1               | AZ Alkmaar    |
| -------- | ----------------- | ------------- |
|          | (0–0) Jegyzőkönyv | D. de Wit 63' |

| Košická futbalová aréna, Kassa, Szlovákia Játékvezető: Yigal Frid (izraeli) |

| 2022. szeptember 8. 21:00 |

| Vaduz | 0–0         | Apóllon Lemeszú |
| ----- | ----------- | --------------- |
|       | Jegyzőkönyv |                 |

| Rheinpark Stadion, Vaduz Játékvezető: Dumitru Muntean (moldáv) |

| 2022. szeptember 15. 18:45 (19:45 EEST) |

| Apóllon Lemeszú | 1–3               | Dnipro-1                       |
| --------------- | ----------------- | ------------------------------ |
| Pittas 58'      | (0–3) Jegyzőkönyv | Rubchynskyi 11' Dovbyk 26' 45' |

| GSZP Stadion, Nicosia Játékvezető: Farkas Ádám (magyar) |

| 2022. szeptember 15. 18:45 |

| AZ Alkmaar                                         | 4–1               | Vaduz       |
| -------------------------------------------------- | ----------------- | ----------- |
| Barası 19' Beukema 81' Sugawara 90+2' De Wit 90+5' | (1–1) Jegyzőkönyv | Goelzer 22' |

| AFAS Stadion, Alkmaar Játékvezető: Nick Walsh (skót) |

| 2022. október 6. 18:45 |

| Dnipro-1                  | 2–2               | Vaduz               |
| ------------------------- | ----------------- | ------------------- |
| Dovbyk 5' Pikhalyonok 78' | (1–1) Jegyzőkönyv | Fehr 26' Gasser 47' |

| Košická futbalová aréna, Kassa, Szlovákia Játékvezető: Fran Jović (horvát) |

| 2022. október 6. 21:00 |

| AZ Alkmaar                                        | 3–2               | Apóllon Lemeszú        |
| ------------------------------------------------- | ----------------- | ---------------------- |
| Odgaard 16' D. de Wit 62' (11-esből) Karlsson 85' | (1–1) Jegyzőkönyv | Joosten 19' Cabral 71' |

| AFAS Stadion, Alkmaar Játékvezető: Rohit Saggi (norvég) |

| 2022. október 13. 18:45 (19:45 EEST) |

| Apóllon Lemeszú | 1–0               | AZ Alkmaar |
| --------------- | ----------------- | ---------- |
| Roberge 32'     | (1–0) Jegyzőkönyv |            |

| GSZP Stadion, Nicosia Játékvezető: Morten Krogh (dán) |

| 2022. október 13. 21:00 |

| Vaduz        | 1–2               | Dnipro-1                 |
| ------------ | ----------------- | ------------------------ |
| Rastoder 30' | (1–1) Jegyzőkönyv | Hamache 25' Dovbyk 90+1' |

| Rheinpark Stadion, Vaduz Játékvezető: Marian Alexandru Barbu (román) |

| 2022. október 27. 18:45 |

| Vaduz      | 1–2               | AZ Alkmaar                   |
| ---------- | ----------------- | ---------------------------- |
| Hasler 77' | (0–0) Jegyzőkönyv | Kerkez 50' Van Brederode 75' |

| Rheinpark Stadion, Vaduz Játékvezető: Don Robertson (skót) |

| 2022. október 27. 21:00 |

| Dnipro-1       | 1–0               | Apóllon Lemeszú |
| -------------- | ----------------- | --------------- |
| Pikhalonok 39' | (1–0) Jegyzőkönyv |                 |

| Košická futbalová aréna, Kassa, Szlovákia Játékvezető: António Nobre (portugál) |

| 2022. november 3. 18:45 (19:45 EET) |

| Apóllon Lemeszú | 1–0               | Vaduz |
| --------------- | ----------------- | ----- |
| Roberge 32'     | (1–0) Jegyzőkönyv |       |

| GSZP Stadion, Nicosia Játékvezető: Dario Bel (horvát) |

| 2022. november 3. 18:45 |

| AZ Alkmaar              | 2–1               | Dnipro-1   |
| ----------------------- | ----------------- | ---------- |
| Odgaard 8' Pavlidis 87' | (1–1) Jegyzőkönyv | Dovbyk 40' |

| AFAS Stadion, Alkmaar Játékvezető: Anastasios Papapetrou (görög) |

### F csoport
| Hely. | Csapat          | M | Gy | D | V | G+ | G– | Gk | P  | Továbbjutás                              |     | DJU | GNT | MOL | SHA |
| ----- | --------------- | - | -- | - | - | -- | -- | -- | -- | ---------------------------------------- | --- | --- | --- | --- | --- |
| 1.    | Djurgårdens IF  | 6 | 5  | 1 | 0 | 12 | 6  | +6 | 16 | Továbbjutott a nyolcaddöntőbe            |     | —   | 4–2 | 3–2 | 1–0 |
| 2.    | Gent            | 6 | 2  | 2 | 2 | 10 | 6  | +4 | 8  | Továbbjutott a nyolcaddöntő rájátszásába |     | 0–1 | —   | 4–0 | 3–0 |
| 3.    | Molde           | 6 | 2  | 1 | 3 | 9  | 10 | −1 | 7  |                                          |     | 2–3 | 0–0 | —   | 3–0 |
| 4.    | Shamrock Rovers | 6 | 0  | 2 | 4 | 1  | 10 | −9 | 2  |                                          | 0–0 | 1–1 | 0–2 | —   |     |

| 2022. szeptember 8. 21:00 |

| Molde | 0–0         | Gent |
| ----- | ----------- | ---- |
|       | Jegyzőkönyv |      |

| Aker Stadion, Molde Játékvezető: Petri Viljanen (finn) |

| 2022. szeptember 8. 21:00 (20:00 IST) |

| Shamrock Rovers | 0–0         | Djurgårdens IF |
| --------------- | ----------- | -------------- |
|                 | Jegyzőkönyv |                |

| Tallaght Stadion, Dublin Játékvezető: Ívar Orri Kristjánsson (izlandi) |

| 2022. szeptember 15. 18:45 |

| Djurgårdens IF                      | 3–2               | Molde                             |
| ----------------------------------- | ----------------- | --------------------------------- |
| Doumbouya 50' Banda 58' Asoro 90+1' | (0–1) Jegyzőkönyv | Fofana 39' (11-esből) Breivik 77' |

| Tele2 Arena, Stockholm Játékvezető: Bogár Gergő (magyar) |

| 2022. szeptember 15. 18:45 |

| Gent                            | 3–0               | Shamrock Rovers |
| ------------------------------- | ----------------- | --------------- |
| Cuypers 9' Odjidja-Ofoe 18' 65' | (2–0) Jegyzőkönyv |                 |

| Ghelamco Arena, Gent Játékvezető: Visar Kastrati (koszovói) |

| 2022. október 6. 18:45 |

| Molde                           | 3–0               | Shamrock Rovers |
| ------------------------------- | ----------------- | --------------- |
| Brynhildsen 10' 49' Hussain 58' | (1–0) Jegyzőkönyv |                 |

| Aker Stadion, Molde Játékvezető: Miloš Milanović (szerb) |

| 2022. október 6. 21:00 |

| Gent | 0–1               | Djurgårdens IF |
| ---- | ----------------- | -------------- |
|      | (0–1) Jegyzőkönyv | Danielson 37'  |

| Ghelamco Arena, Gent Játékvezető: Alekszej Kulbakov (fehérorosz) |

| 2022. október 13. 18:45 |

| Djurgårdens IF                           | 4–2               | Gent                     |
| ---------------------------------------- | ----------------- | ------------------------ |
| Holmberg 21' Wikheim 42' 46' Banda 45+4' | (3–0) Jegyzőkönyv | Depoitre 61' Cuypers 73' |

| Tele2 Arena, Stockholm Játékvezető: Manfredas Lukjančukas (litván) |

| 2022. október 13. 21:00 (20:00 IST) |

| Shamrock Rovers | 0–2               | Molde                  |
| --------------- | ----------------- | ---------------------- |
|                 | (0–1) Jegyzőkönyv | Fofana 33' Eriksen 69' |

| Tallaght Stadion, Dublin Játékvezető: Dario Bel (horvát) |

| 2022. október 27. 21:00 |

| Molde                    | 2–3               | Djurgårdens IF                        |
| ------------------------ | ----------------- | ------------------------------------- |
| Brynhildsen 6' Kaasa 21' | (2–1) Jegyzőkönyv | Edvardsen 44' Asoro 67' Radetinac 77' |

| Aker Stadion, Molde Játékvezető: Urs Schnyder (svájci) |

| 2022. október 27. 21:00 (20:00 IST) |

| Shamrock Rovers | 1–1               | Gent     |
| --------------- | ----------------- | -------- |
| Gaffney 3'      | (1–0) Jegyzőkönyv | Hong 74' |

| Tallaght Stadion, Dublin Játékvezető: Julian Weinberger (osztrák) |

| 2022. november 3. 18:45 |

| Djurgårdens IF | 1–0               | Shamrock Rovers |
| -------------- | ----------------- | --------------- |
| Eriksson 19'   | (1–0) Jegyzőkönyv |                 |

| Tele2 Arena, Stockholm Játékvezető: Nick Walsh (skót) |

| 2022. november 3. 18:45 |

| Gent                                                     | 4–0               | Molde |
| -------------------------------------------------------- | ----------------- | ----- |
| Hjulsager 52' Godeau 62' Kums 80' Cuypers 89' (11-esből) | (0–0) Jegyzőkönyv |       |

| Ghelamco Arena, Gent Játékvezető: Sebastian Gishamer (osztrák) |

### G csoport
| Hely. | Csapat       | M | Gy | D | V | G+ | G– | Gk | P  | Továbbjutás                              |     | SIV | CLJ | SLA | BAL |
| ----- | ------------ | - | -- | - | - | -- | -- | -- | -- | ---------------------------------------- | --- | --- | --- | --- | --- |
| 1.    | Sivasspor    | 6 | 3  | 2 | 1 | 11 | 7  | +4 | 11 | Továbbjutott a nyolcaddöntőbe            |     | —   | 3–0 | 1–1 | 3–4 |
| 2.    | CFR Cluj     | 6 | 3  | 1 | 2 | 5  | 5  | 0  | 10 | Továbbjutott a nyolcaddöntő rájátszásába |     | 0–1 | —   | 2–0 | 1–0 |
| 3.    | Slavia Praha | 6 | 2  | 2 | 2 | 6  | 7  | −1 | 8  |                                          |     | 1–1 | 0–1 | —   | 3–2 |
| 4.    | Ballkani     | 6 | 1  | 1 | 4 | 8  | 11 | −3 | 4  |                                          | 1–2 | 1–1 | 0–1 | —   |     |

| 2022. szeptember 8. 18:45 |

| Ballkani  | 1–1               | CFR Cluj     |
| --------- | ----------------- | ------------ |
| Thaqi 65' | (0–0) Jegyzőkönyv | Matias 90+1' |

| Fadil Vokrri Stadion, Pristina Játékvezető: Urs Schnyder (svájci) |

| 2022. szeptember 8. 21:00 (22:00 TRT) |

| Sivasspor | 1–1               | Slavia Praha |
| --------- | ----------------- | ------------ |
| Saba 27'  | (1–1) Jegyzőkönyv | Olayinka 4'  |

| Új Sivas 4 Eylül Stadion, Sivas Játékvezető: Fran Jović (horvát) |

| 2022. szeptember 15. 18:45 (19:45 EEST) |

| CFR Cluj | 0–1               | Sivasspor             |
| -------- | ----------------- | --------------------- |
|          | (0–1) Jegyzőkönyv | Gradel 28' (11-esből) |

| Stadionul Dr. Constantin Rădulescu, Kolozsvár Játékvezető: Allard Lindhout (holland) |

| 2022. szeptember 15. 18:45 |

| Slavia Praha                                   | 3–2               | Ballkani                  |
| ---------------------------------------------- | ----------------- | ------------------------- |
| Frashëri 26' (öngól) Olayinka 34' Masopust 41' | (3–2) Jegyzőkönyv | Krasniqi 23' Korenica 29' |

| Fortuna Aréna, Prága Játékvezető: Willy Delajod (francia) |

| 2022. október 6. 18:45 (19:45 TRT) |

| Sivasspor                                | 3–4               | Ballkani                                             |
| ---------------------------------------- | ----------------- | ---------------------------------------------------- |
| Ulvestad 1' Yeşilyurt 75' Yatabaré 90+1' | (1–2) Jegyzőkönyv | Ar. Thaqi 20' Potoku 31' Korenica 66' Krasniqi 90+4' |

| Új Sivas 4 Eylül Stadion, Sivas Játékvezető: José Luis Munuera Montero (spanyol) |

| 2022. október 6. 21:00 |

| Slavia Praha | 0–1               | CFR Cluj  |
| ------------ | ----------------- | --------- |
|              | (0–1) Jegyzőkönyv | Janga 45' |

| Fortuna Aréna, Prága Játékvezető: Fabio Maresca (olasz) |

| 2022. október 13. 18:45 (19:45 EEST) |

| CFR Cluj                       | 2–0               | Slavia Praha |
| ------------------------------ | ----------------- | ------------ |
| Deac 11' (11-esből) Matias 85' | (1–0) Jegyzőkönyv |              |

| Stadionul Dr. Constantin Rădulescu, Kolozsvár Játékvezető: Luís Godinho (portugál) |

| 2022. október 13. 21:00 |

| Ballkani      | 1–2               | Sivasspor                |
| ------------- | ----------------- | ------------------------ |
| Ar. Thaqi 36' | (1–0) Jegyzőkönyv | Arslan 72' Angielski 81' |

| Fadil Vokrri Stadion, Pristina Játékvezető: Manuel Schüttengruber (osztrák) |

| 2022. október 27. 21:00 |

| Ballkani | 0–1               | Slavia Praha |
| -------- | ----------------- | ------------ |
|          | (0–0) Jegyzőkönyv | Lingr 75'    |

| Fadil Vokrri Stadion, Pristina Játékvezető: Morten Krogh (dán) |

| 2022. október 27. 21:00 (22:00 TRT) |

| Sivasspor                          | 3–0               | CFR Cluj |
| ---------------------------------- | ----------------- | -------- |
| Yatabaré 22' 73' Janga 64' (öngól) | (1–0) Jegyzőkönyv |          |

| Új Sivas 4 Eylül Stadion, Sivas Játékvezető: Rohit Saggi (norvég) |

| 2022. november 3. 18:45 |

| Slavia Praha       | 1–1               | Sivasspor             |
| ------------------ | ----------------- | --------------------- |
| Goutas 65' (öngól) | (0–1) Jegyzőkönyv | Gradel 28' (11-esből) |

| Fortuna Aréna, Prága Játékvezető: Rade Obrenović (szlovén) |

| 2022. november 3. 18:45 (19:45 EET) |

| CFR Cluj          | 1–0               | Ballkani |
| ----------------- | ----------------- | -------- |
| Adjei-Boateng 17' | (1–0) Jegyzőkönyv |          |

| Stadionul Dr. Constantin Rădulescu, Kolozsvár Játékvezető: Daniel Schlager (német) |

### H csoport
| Hely. | Csapat            | M | Gy | D | V | G+ | G– | Gk | P  | Továbbjutás                              |     | SLO | BAS | PJU | ZAL |
| ----- | ----------------- | - | -- | - | - | -- | -- | -- | -- | ---------------------------------------- | --- | --- | --- | --- | --- |
| 1.    | Slovan Bratislava | 6 | 3  | 2 | 1 | 9  | 7  | +2 | 11 | Továbbjutott a nyolcaddöntőbe            |     | —   | 3–3 | 2–1 | 0–0 |
| 2.    | Basel             | 6 | 3  | 2 | 1 | 11 | 9  | +2 | 11 | Továbbjutott a nyolcaddöntő rájátszásába |     | 0–2 | —   | 3–1 | 2–2 |
| 3.    | Pjunik            | 6 | 2  | 0 | 4 | 8  | 9  | −1 | 6  |                                          |     | 2–0 | 1–2 | —   | 2–0 |
| 4.    | Žalgiris          | 6 | 1  | 2 | 3 | 5  | 8  | −3 | 5  |                                          | 1–2 | 0–1 | 2–1 | —   |     |

1. 1 2  Egymás elleni pontok: Slovan Bratislava 4, Basel 1

| 2022. szeptember 8. 21:00 |

| Basel                               | 3–1               | Pjunik      |
| ----------------------------------- | ----------------- | ----------- |
| Males 23' (11-esből) Burger 54' 76' | (1–1) Jegyzőkönyv | Dashyan 27' |

| St. Jakob-Park, Bázel Játékvezető: Juan Martínez Munuera (spanyol) |

| 2022. szeptember 8. 21:00 |

| Slovan Bratislava | 0–0         | Žalgiris |
| ----------------- | ----------- | -------- |
|                   | Jegyzőkönyv |          |

| Tehelné pole, Pozsony Játékvezető: Rauf Jabarov (azeri) |

| 2022. szeptember 15. 18:45 (19:45 EEST) |

| Žalgiris | 0–1               | Basel      |
| -------- | ----------------- | ---------- |
|          | (0–0) Jegyzőkönyv | Zeqiri 62' |

| LFF Stadion, Vilnius Játékvezető: Iwan Griffith (walesi) |

| 2022. szeptember 15. 18:45 (20:45 AMT) |

| Pjunik                   | 2–0               | Slovan Bratislava |
| ------------------------ | ----------------- | ----------------- |
| Dashyan 35' Otubanjo 37' | (2–0) Jegyzőkönyv |                   |

| Vazgen Sargsyan Republican Stadion, Jereván Játékvezető: Gal Laibuvitz (izraeli) |

| 2022. október 6. 18:45 (20:45 AMT) |

| Pjunik                   | 2–0               | Žalgiris |
| ------------------------ | ----------------- | -------- |
| Juninho 43' Otubanjo 61' | (1–0) Jegyzőkönyv |          |

| Vazgen Sargsyan Republican Stadion, Jereván Játékvezető: John Beaton (skót) |

| 2022. október 6. 21:00 |

| Basel | 0–2               | Slovan Bratislava         |
| ----- | ----------------- | ------------------------- |
|       | (0–2) Jegyzőkönyv | Pauschek 35' Čavrić 45+1' |

| St. Jakob-Park, Bázel Játékvezető: Kevin Clancy (skót) |

| 2022. október 13. 18:45 |

| Slovan Bratislava                           | 3–3               | Basel                                     |
| ------------------------------------------- | ----------------- | ----------------------------------------- |
| Weiss 45+2' (11-esből) Kucka 49' Čavrić 53' | (1–1) Jegyzőkönyv | Males 29' (11-esből) Diouf 65' Zeqiri 72' |

| Tehelné pole, Pozsony Játékvezető: Serhiy Boyko (ukrán) |

| 2022. október 13. 21:00 (22:00 EEST) |

| Žalgiris                | 2–1               | Pjunik                 |
| ----------------------- | ----------------- | ---------------------- |
| Ourega 23' Oliveira 42' | (2–0) Jegyzőkönyv | Özbiliz 78' (11-esből) |

| LFF Stadion, Vilnius Játékvezető: Juxhin Xhaja (albán) |

| 2022. október 27. 21:00 |

| Basel               | 2–2               | Žalgiris        |
| ------------------- | ----------------- | --------------- |
| Diouf 1' Zeqiri 17' | (2–1) Jegyzőkönyv | Oyewusi 42' 62' |

| St. Jakob-Park, Bázel Játékvezető: Ali Palabıyık (török) |

| 2022. október 27. 21:00 |

| Slovan Bratislava      | 2–1               | Pjunik                |
| ---------------------- | ----------------- | --------------------- |
| Kashia 84' Ramírez 85' | (0–0) Jegyzőkönyv | Cociuc 64' (11-esből) |

| Tehelné pole, Pozsony Játékvezető: Manuel Schüttengruber (osztrák) |

| 2022. november 3. 18:45 (19:45 EET) |

| Žalgiris     | 1–2               | Slovan Bratislava |
| ------------ | ----------------- | ----------------- |
| Kyeremeh 47' | (0–2) Jegyzőkönyv | Čavrić 15' 23'    |

| LFF Stadion, Vilnius Játékvezető: Luis Godinho (portugál) |

| 2022. november 3. 18:45 (21:45 AMT) |

| Pjunik      | 1–2               | Basel              |
| ----------- | ----------------- | ------------------ |
| Juričić 71' | (0–2) Jegyzőkönyv | Males 17' Kade 29' |

| Vazgen Sargsyan Republican Stadion, Jereván Játékvezető: Horațiu Feșnic (román) |